# Пневски замък
Пневският замък (на украински: Пнівський замок) е средновековен исторически обект вНадворнянски район на Ивано-Франкивска област на Украйна. Разположен е северно от село Пнев, на плосък хълм.
По план замъкът е неправилен петоъгълник с отбранителни кули. Дебелина на стените – 1,5 метра. Частично замъкът е бил заобиколен от ров. Можело да се влезе в него през входна кула, към която е имало подвижен мост. Отворите, през които са минавали веригите на подемния механизъм, са запазени до днешно време.

## История
Замъкът е построен през втората половина на 16 век от столника на Галицката земя Павел Куропатва, благородник от унгарски произход.
Преди появата на крепостта в Станислав (сега Ивано-Франкивск), Пневският замък е бил най-голямата крепост в Покутието. През 1621 г. той е превзет от местните разбойници на Грини Кардаш, които подкопават най-незащитеното място, което им е посочено от предател от охраната на замъка.
По време на отбраната владетелят на замъка е ударен от стрела от лък, а съпругата му е убита. Грабителите взимат плячка под формата на пари и злато.
През есента на 1648 г. крепостта издържа на двуседмична обсада на казаците на Хмелницки, командвани от Максим Кривонос, отблъсквайки всички атаки. В полско-турските войни от 17 век замъкът играе ролята на аванпост на полските сили. През 1676 г. турците безуспешно се опитват да го превземат.
През 17 век, след много преустройства и реконструкции, замъкът достига своя разцвет. През 1745 г. е придобит от магнатите Сенявски, а по-късно – от рода Цетнери.
В края на 18 век тези земи, а заедно с тях и Пневският замък, попадат под властта на Австрийската империя.
В края на 18 век замъкът е изоставен и постепенно започва да се руши. Жителите на околните села започват да го използват за материал за строеж на къщи и пивоварни. През 1887 г. замъкът преминава в собственост на кредитори от Виена, а след това в държавната хазна на Австро-Унгария.
Понастоящем частично са запазени фрагменти от стени, кули, входни порти, жилищни помещения на двореца на Куропатва, рова и подземните каземати, но замъкът продължава да се руши. През юни 2010 г. се срутва ъглова кула.
Работа по реставрацията на Пневския замък започва през 2018 г.

## Галерия
- Вид на замъка през 1932 година